# Swertia zeylanica
Swertia zeylanica är en gentianaväxtart som först beskrevs av August Heinrich Rudolf Grisebach, och fick sitt nu gällande namn av John Walker och Benjamin Clarke. Swertia zeylanica ingår i släktet Swertia och familjen gentianaväxter. Inga underarter finns listade i Catalogue of Life.